# Stutz Defender
La Defender è un'autovettura di lusso prodotta dalla Stutz negli anni ottanta. In seguito il nome cambiò il Stutz Gazelle. La sua versione scoperta venne invece denominata Stutz Bear.

## Storia
Era dotata di una carrozzeria SUV ed era basata sulla Chevrolet Suburban. La sua versione blindata e parzialmente scoperta fu acquistata da molti capi di stato mediorientali per essere utilizzata nelle cerimonie ufficiali. Alcuni di questi esemplari furono convertiti in modelli completamente scoperti, a cui fu dato il nome Stutz Bear.